# 登米市
登米市（とめし）は、宮城県の北部に位置する市。岩手県との県境にあり、登米郡8町と本吉郡津山町の合併によって2005年（平成17年）に誕生した。

## 地理

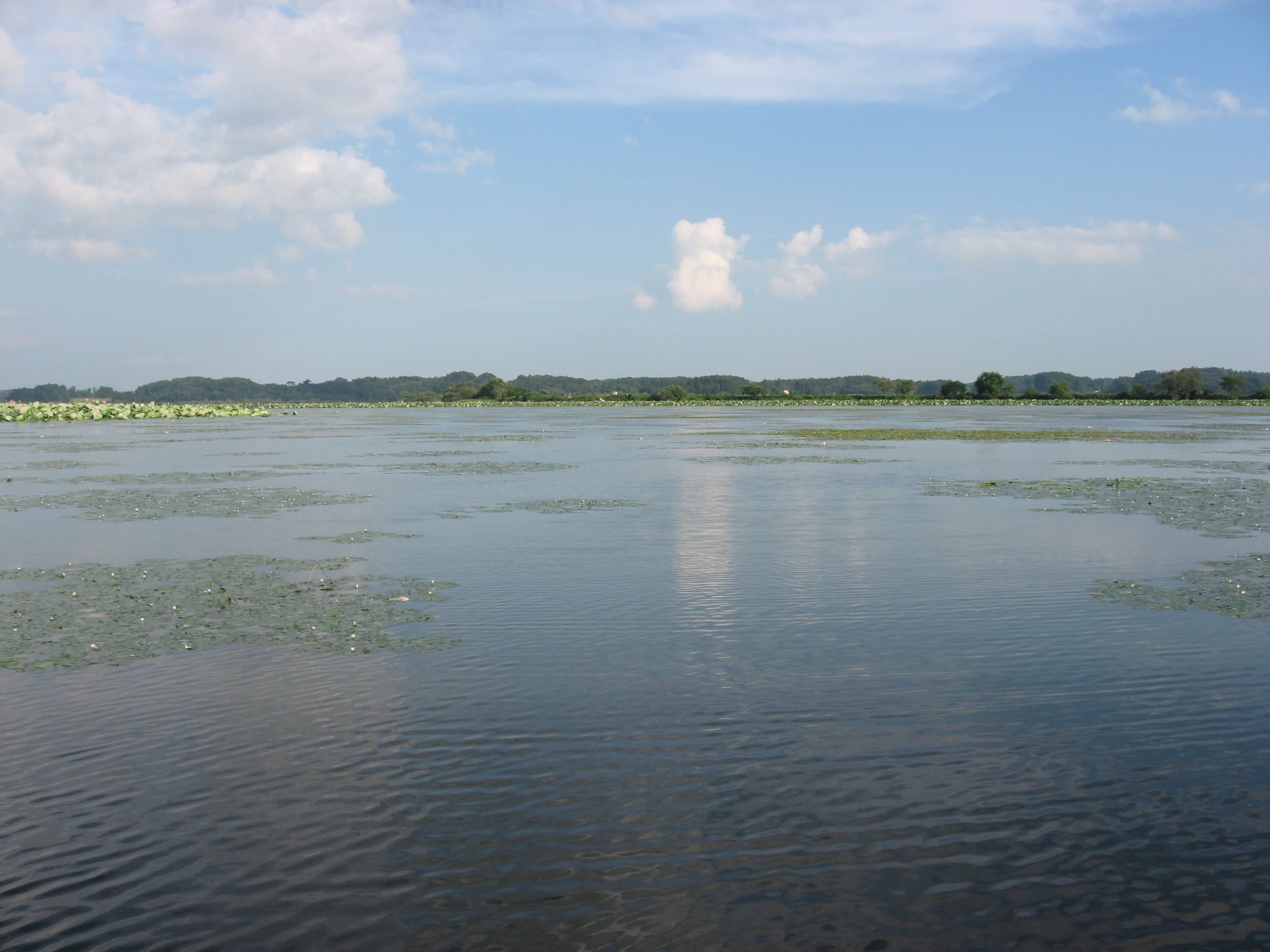
登米市と栗原市にまたがる伊豆沼。

宮城県の北部、仙台市から北方へ70キロメートルに位置する。宮城県栗原市と宮城県本吉郡南三陸町の間にあり、岩手県一関市と境を接する。
市内中心部は、市役所がある迫町佐沼地区。
市名の読みは登米市（とめし）であるが、市内の登米町は（とよままち）と読む。
古くから米の名産地として知られる。また肉牛生産者も多く、「仙台牛」の産地としても有名である。
市内はほぼ平野地で、広大な平野に田園地帯が広がっている。
水郷地帯でもあり、冬季には日本一の越冬地として、伊豆沼、内沼、市内中心部を流れる迫川などに多くの渡り鳥が飛来することで知られている。
市内東部は北上山地に接しており、林業が行われている。森林セラピー基地に認定されており、NHKの連続テレビ小説の作品である「おかえりモネ」でも紹介された。
漫画家の石ノ森章太郎は登米市中田町石森（いしのもり）の出身であり、今でも生家が残っている。
河川
- 北上川
- 迫川

湖沼
- 伊豆沼
- 内沼（ラムサール条約登録湿地）
- 長沼

### 人口
令和2年（2020年）国勢調査では76,037人であり、世帯数は25,697世帯。（出典：国勢調査結果（総務省統計局））
| |                                        |  |
| 登米市と全国の年齢別人口分布（2005年） | 登米市の年齢・男女別人口分布（2005年） |  |
| ■紫色 ― 登米市 ■緑色 ― 日本全国 | ■青色 ― 男性 ■赤色 ― 女性              |  |
| 登米市（に相当する地域）の人口の推移 \| 1970年（昭和45年） \| 102,525人 \| \| \| 1975年（昭和50年） \| 98,086人 \| \| \| 1980年（昭和55年） \| 98,568人 \| \| \| 1985年（昭和60年） \| 99,182人 \| \| \| 1990年（平成2年） \| 98,231人 \| \| \| 1995年（平成7年） \| 96,832人 \| \| \| 2000年（平成12年） \| 93,769人 \| \| \| 2005年（平成17年） \| 89,316人 \| \| \| 2010年（平成22年） \| 83,969人 \| \| \| 2015年（平成27年） \| 81,959人 \| \| \| 2020年（令和2年） \| 76,037人 \| \| |                                        |  |
| 総務省統計局 国勢調査より |                                        |  |
| 1970年（昭和45年） | 102,525人                              |  |
| 1975年（昭和50年） | 98,086人                               |  |
| 1980年（昭和55年） | 98,568人                               |  |
| 1985年（昭和60年） | 99,182人                               |  |
| 1990年（平成2年） | 98,231人                               |  |
| 1995年（平成7年） | 96,832人                               |  |
| 2000年（平成12年） | 93,769人                               |  |
| 2005年（平成17年） | 89,316人                               |  |
| 2010年（平成22年） | 83,969人                               |  |
| 2015年（平成27年） | 81,959人                               |  |
| 2020年（令和2年） | 76,037人                               |  |

## 気候
寒暖の差が大きく気温の年較差、日較差が大きい顕著な大陸性気候である。
冬季の冷え込みは仙台市よりも厳しく、近年でも2012年2月3日に-18.3℃、2013年1月18日に-17.5℃、2018年1月27日に-17.3℃、2021年1月3日に-17.2℃を観測している。
年間平均降水量は1078.2mmと、宮城県内では最も小さい値である。
極値（1976/11 -）
| 要素     | 観測値 | 観測年月日     |
| -------- | ------ | -------------- |
| 最高気温 | 37.1℃  | 2023年7月29日  |
| 最低気温 | -19.5℃ | 1976年12月30日 |

| 米山（1991年 - 2020年）の気候      | 米山（1991年 - 2020年）の気候 | 米山（1991年 - 2020年）の気候 | 米山（1991年 - 2020年）の気候 | 米山（1991年 - 2020年）の気候 | 米山（1991年 - 2020年）の気候 | 米山（1991年 - 2020年）の気候 | 米山（1991年 - 2020年）の気候 | 米山（1991年 - 2020年）の気候 | 米山（1991年 - 2020年）の気候 | 米山（1991年 - 2020年）の気候 | 米山（1991年 - 2020年）の気候 | 米山（1991年 - 2020年）の気候 | 米山（1991年 - 2020年）の気候 |
| 月                                 | 1月                           | 2月                           | 3月                           | 4月                           | 5月                           | 6月                           | 7月                           | 8月                           | 9月                           | 10月                          | 11月                          | 12月                          | 年                            |
| ---------------------------------- | ----------------------------- | ----------------------------- | ----------------------------- | ----------------------------- | ----------------------------- | ----------------------------- | ----------------------------- | ----------------------------- | ----------------------------- | ----------------------------- | ----------------------------- | ----------------------------- | ----------------------------- |
| 最高気温記録 °C （°F）             | 15.7 (60.3)                   | 19.7 (67.5)                   | 24.4 (75.9)                   | 30.4 (86.7)                   | 33.5 (92.3)                   | 33.9 (93)                     | 37.1 (98.8)                   | 36.3 (97.3)                   | 35.0 (95)                     | 30.5 (86.9)                   | 24.1 (75.4)                   | 20.3 (68.5)                   | 37.1 (98.8)                   |
| 平均最高気温 °C （°F）             | 4.6 (40.3)                    | 5.8 (42.4)                    | 10.0 (50)                     | 15.9 (60.6)                   | 20.6 (69.1)                   | 23.8 (74.8)                   | 27.1 (80.8)                   | 28.6 (83.5)                   | 25.1 (77.2)                   | 19.8 (67.6)                   | 13.4 (56.1)                   | 7.1 (44.8)                    | 16.8 (62.2)                   |
| 日平均気温 °C （°F）               | −0.1 (31.8)                   | 0.6 (33.1)                    | 4.0 (39.2)                    | 9.4 (48.9)                    | 15.1 (59.2)                   | 19.0 (66.2)                   | 22.5 (72.5)                   | 23.8 (74.8)                   | 20.1 (68.2)                   | 14.0 (57.2)                   | 7.6 (45.7)                    | 2.2 (36)                      | 11.5 (52.7)                   |
| 平均最低気温 °C （°F）             | −4.5 (23.9)                   | −4.2 (24.4)                   | −1.6 (29.1)                   | 3.3 (37.9)                    | 10.4 (50.7)                   | 15.3 (59.5)                   | 19.3 (66.7)                   | 20.4 (68.7)                   | 15.9 (60.6)                   | 8.7 (47.7)                    | 2.2 (36)                      | −2.1 (28.2)                   | 6.9 (44.4)                    |
| 最低気温記録 °C （°F）             | −17.5 (0.5)                   | −18.3 (−0.9)                  | −13.6 (7.5)                   | −7.6 (18.3)                   | 2.2 (36)                      | 6.8 (44.2)                    | 11.3 (52.3)                   | 11.6 (52.9)                   | 4.6 (40.3)                    | −1.9 (28.6)                   | −6.1 (21)                     | −19.5 (−3.1)                  | −19.5 (−3.1)                  |
| 降水量 mm （inch）                 | 35.5 (1.398)                  | 29.1 (1.146)                  | 69.9 (2.752)                  | 77.3 (3.043)                  | 93.6 (3.685)                  | 111.2 (4.378)                 | 161.6 (6.362)                 | 120.1 (4.728)                 | 150.6 (5.929)                 | 129.4 (5.094)                 | 58.6 (2.307)                  | 41.4 (1.63)                   | 1,078.2 (42.449)              |
| 平均降水日数 （≥1.0 mm）           | 5.8                           | 5.7                           | 7.9                           | 8.5                           | 9.5                           | 9.8                           | 12.7                          | 10.4                          | 10.8                          | 8.9                           | 7.3                           | 6.9                           | 104.2                         |
| 平均月間日照時間                   | 149.4                         | 158.7                         | 177.1                         | 189.6                         | 195.9                         | 158.1                         | 141.3                         | 156.3                         | 131.5                         | 139.8                         | 137.5                         | 136.5                         | 1,871.6                       |
| 出典1：Japan Meteorological Agency |                               |                               |                               |                               |                               |                               |                               |                               |                               |                               |                               |                               |                               |
| 出典2：気象庁                      |                               |                               |                               |                               |                               |                               |                               |                               |                               |                               |                               |                               |                               |

## 歴史
- 奈良時代以前からこの地には「遠山（とおやま）村」という村があり、これが「登米（とよま）」の語源である。蝦夷の抵抗が根強い地域であった。
- 1189年（文治5年）：奥州藤原氏滅亡。葛西三郎清重が現在の岩手県南から宮城県北上川流域を所領に封ぜられる。
- 鎌倉から戦国時代には葛西氏一族がこの地域を領有。登米寺池城に本拠をかまえる。
- 戦国時代末期、葛西氏は伊達氏から跡取り養子を迎えるなど伊達氏と密接な関係をもった。伊達氏は葛西氏の軍事指揮権を掌握したが、徴税権は葛西氏が保持した。
- 1579年（天正7年）：北上川氾濫による洪水で、登米、佐沼にて人馬多く死す[3]。
- 1590年（天正18年）：豊臣秀吉の奥州仕置により葛西氏が改易され、秀吉の家臣の木村吉清が新領主となった。
- 1590年（天正18年）：葛西氏・大崎氏の旧臣らが木村吉清親子の支配に抗し、葛西大崎一揆を起こした。この一揆を扇動した人物が政宗である。一揆勢は木村親子の籠もる佐沼城を包囲。政宗がこの一揆を扇動していたことが発覚し、窮地に立たされた政宗は、秀吉の命令によりこの一揆を鎮圧した。その後、秀吉は政宗から先祖ゆかりの土地である伊達郡などを没収し、その代わりに政宗に旧葛西領と旧大崎領を与えた。これにより、現在の登米市の領域は伊達領の一部となった（居城は岩出山城）。
- 1601年（慶長6年）：仙台藩の誕生により、現在の登米市は仙台藩の一部となった。政宗の部将で白石宗実の子・白石宗直は政宗から「伊達」の姓を賜り、寺池城（旧・登米町（とよままち））に入って登米伊達氏の祖となった。
- 1606年（慶長11年）：亘理定宗が政宗から「伊達」の姓を賜り伊達一門になったことにより、政宗の庶子・宗根が亘理家を相続し、現在の栗原市の高清水城（旧・高清水町）城主となった（高清水亘理氏）。のち亘理宗根は現在の登米市の佐沼城（旧・迫町）へ居城を移し、「佐沼亘理氏」の祖となった。
- 1608年（慶長13年）：新田開発の一環として、北上川の氾濫を防ぐための相模土手が完成。
- 1665年（寛文5年）：寺池館主伊達宗倫と涌谷館主伊達宗重との間に所領争い有り。後の寛文事件（伊達騒動）の火種となる。
- 慶応4年/明治元年 - 明治2年（1868年 - 1869年）に起きた戊辰戦争の敗北による仙台藩の大幅減封（62万石→28万石）により、登米郡は土浦藩取締地を経て涌谷県となる（のち登米県→一関県→水沢県→磐井県と変遷）。
- 1876年（明治9年）：宮城県に編入。
- 1894年（明治27年）：日本鉄道の駅として新田駅が開業。
- 1921年（大正10年）：仙北鉄道開通。

### 昭和
- 1932年（昭和7年）：新迫川開削着工
- 1935年（昭和10年）4月23日：米谷町で大火。郵便局や派出所を含む100余戸全半焼[4]。
- 1938年（昭和13年）：山吉田水門完成
- 1939年（昭和14年）：新迫川完成
- 1945年（昭和20年）：北上川に北上大橋がかかる。
- 1947年（昭和22年）9月：カスリーン台風、1948年（昭和23年）9月アイオン台風により、迫町付近、中田町付近、若柳町付近などが水害に襲われる[5]。
- 1968年（昭和43年）：仙北鉄道登米線廃止。
- 1978年（昭和53年）6月：宮城県沖地震により、北上川に架かる当時の東和町錦織と中田町桜場を結ぶ国道346号の錦桜橋の橋げたが落下した。
- 1988年（昭和63年）7月：道の駅津山 開駅

### 平成
- 1994年（平成6年）12月：ジャスコ南方店開店（2007年9月閉店）
- 1998年（平成11年）12月：道の駅米山 開駅
- 2003年（平成15年）8月：道の駅林林館 開駅
- 2005年（平成17年）3月：道の駅みなみかた 開駅[6]
- 2005年（平成17年）4月1日：登米郡8町（迫町、登米町、南方町、東和町、中田町、豊里町、米山町、石越町）と本吉郡津山町が合併。 市名は「登米」の語源である「とよま」ではなく、「登米（とめ）郡」の郡名からとって「登米（とめ）市」となった。これにより、登米郡は消滅。
- 2005年（平成17年）11月1日：市章を制定[7]
- 2007年（平成19年）6月：三陸縦貫自動車道桃生津山インターチェンジ開通
- 2007年（平成19年）10月：イオンスーパーセンター佐沼店開店
- 2007年（平成19年）10月：旧北上川河川敷に豊里水辺の公園が開園
- 2009年（平成21年）3月：三陸縦貫自動車道登米インターチェンジ開通
- 2010年（平成22年）3月：三陸縦貫自動車道登米東和インターチェンジ開通
- 2010年（平成22年）3月：豊里総合支所・豊里公民館が開所
- 2010年（平成22年）6月：豊里・津山渡船を廃止
- 2011年（平成23年）3月：東日本大震災（東北地方太平洋沖地震）が発生。市内では最大で震度6強を観測し、被害を受けた[8]。

### 令和
- 2019年（令和元年）10月：台風19号により市内で多くの被害が出た（令和元年東日本台風）
- 2021年（令和3年）5月-10月 ：宮城県登米市と気仙沼市を舞台にしたNHK 連続テレビ小説『おかえりモネ』が放映される。
- 2021年（令和3年）12月17日：みやぎ県北高速幹線道路　全線開通（市内全事業完成）
- 2022年（令和4年）3月16日：福島県沖地震が発生。市内では最大で震度6強を観測した。

## 行政
市内迫町佐沼字中江にある旧迫町役場を登米市役所本庁舎兼迫総合支所とし、他の旧町の役場を総合支所として利用している。
市内迫町佐沼地区には登米市地方を管轄する国・県の出先機関が多く立地しており、宮城県の登米合同庁舎が置かれている。
ただし仙台法務局登米支局及び仙台地方検察庁登米支部、登米区検察庁は登米町寺池地区に立地している。
主な行政課題としては、市内人口の多くを占める高齢者対策、登米市立登米市民病院に象徴される医療対策、産業の活性化策及び観光の振興策がある。

### 歴代市長
| 代     | 氏名     | 就任日        | 退任日        | 備考       |
| ------ | -------- | ------------- | ------------- | ---------- |
| 初-3代 | 布施孝尚 | 2005年4月29日 | 2017年4月28日 |            |
| 4-5代  | 熊谷盛広 | 2017年4月29日 | 2025年4月28日 | 旧津山町長 |
| 6代    | 熊谷康信 | 2025年4月29日 | 現職          |            |

### 市庁舎
総合支所

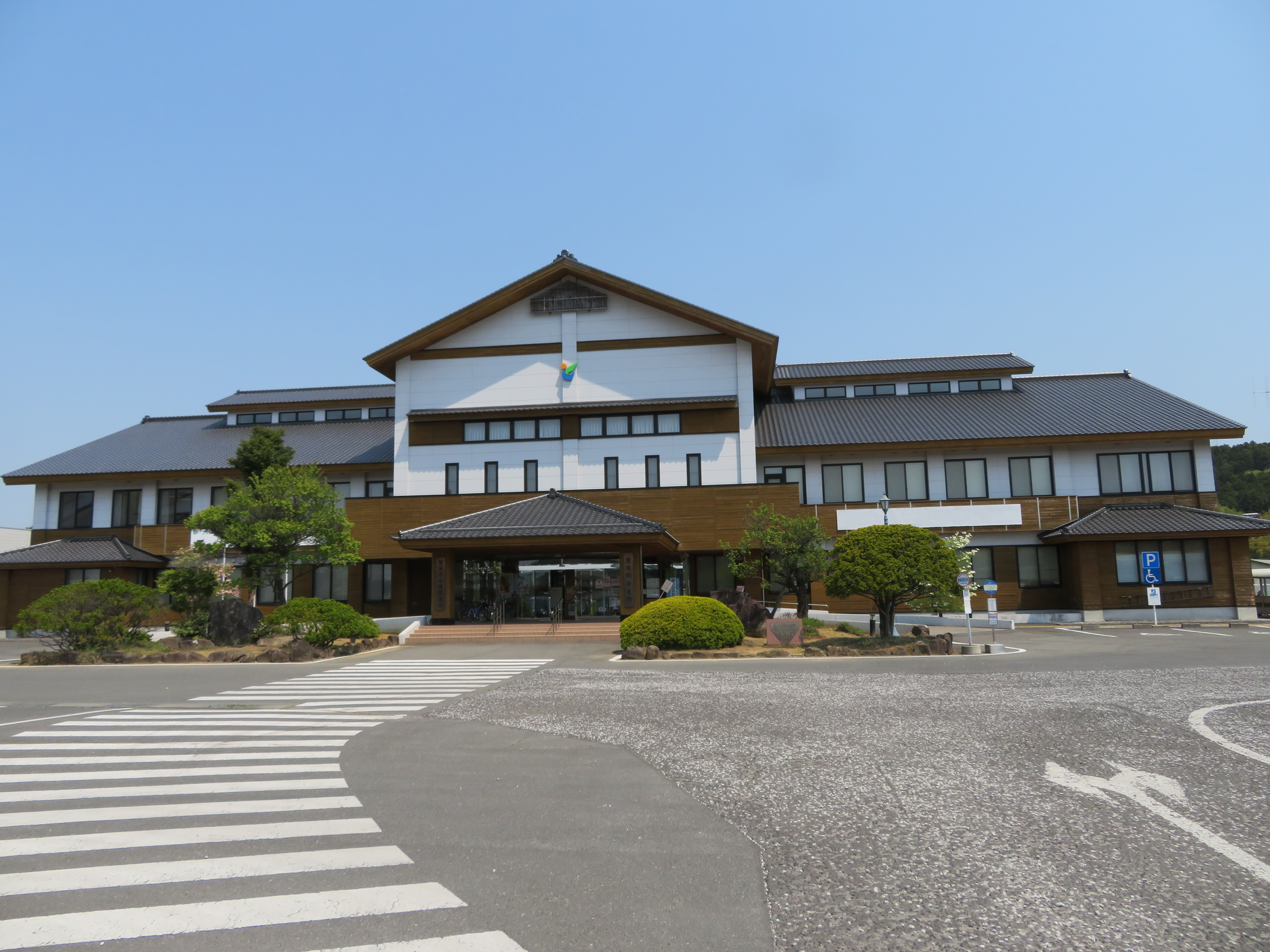
迫総合支所（市役所本庁舎）
- 登米総合支所
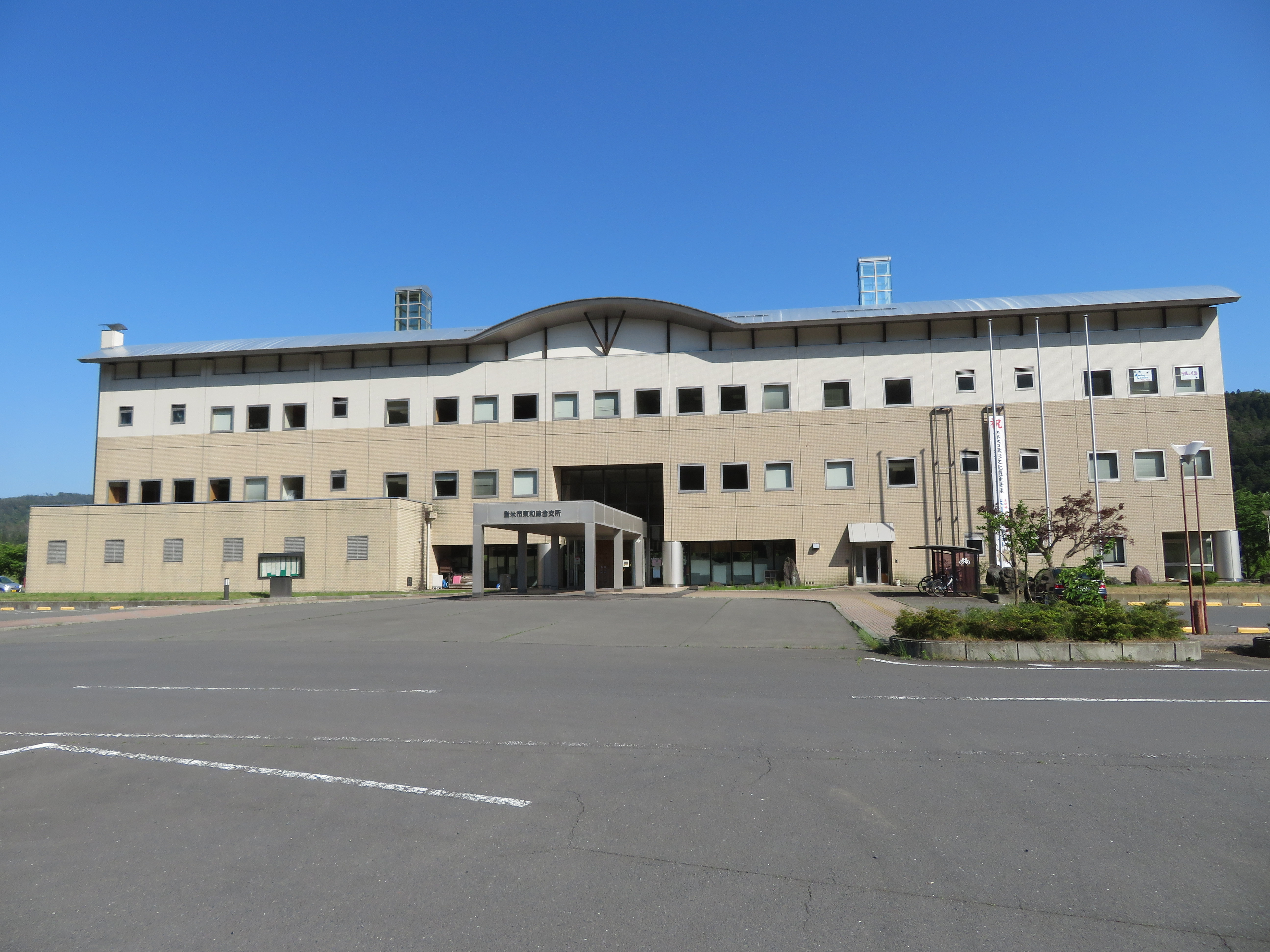
東和総合支所
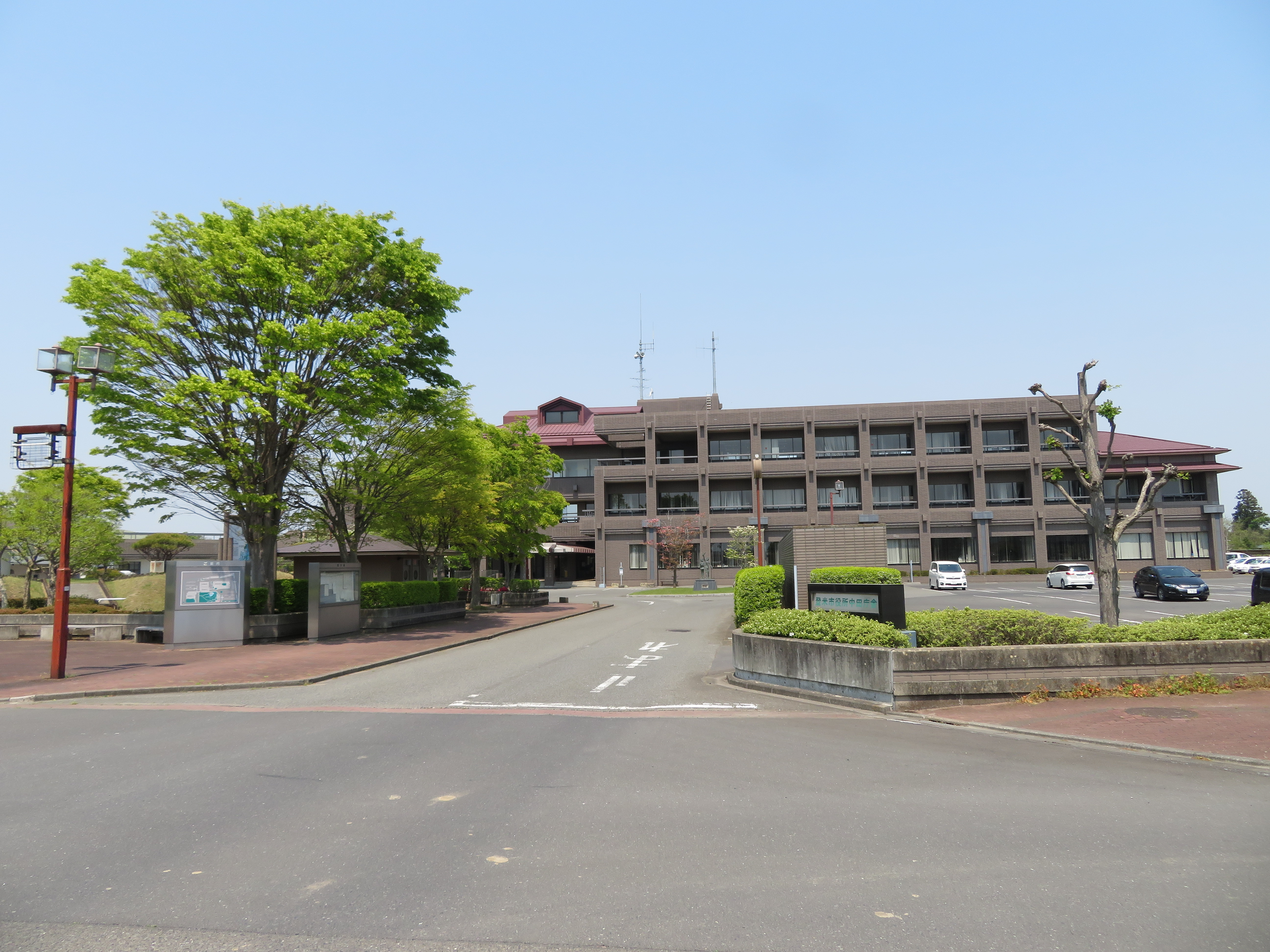
中田総合支所
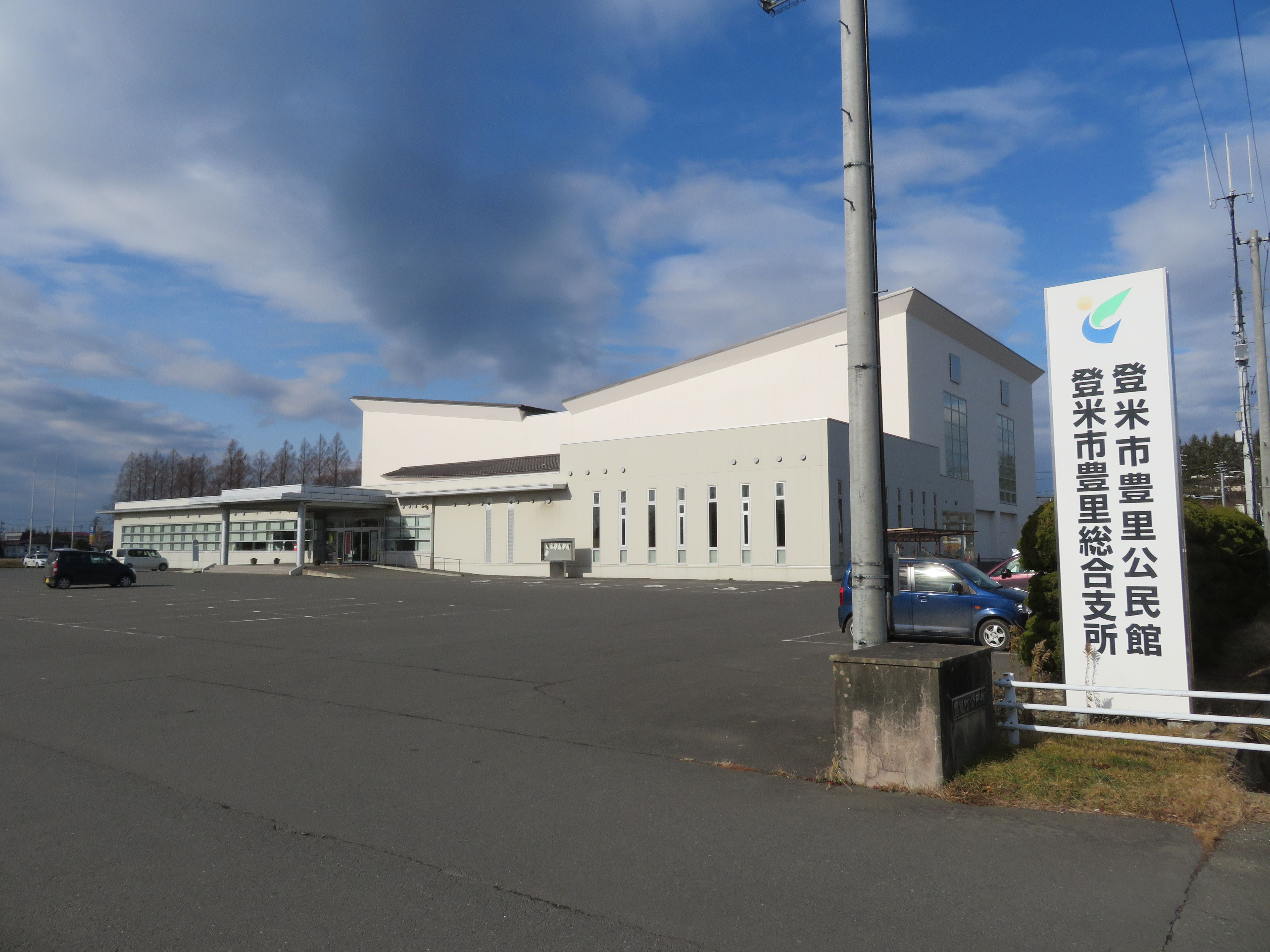
豊里総合支所
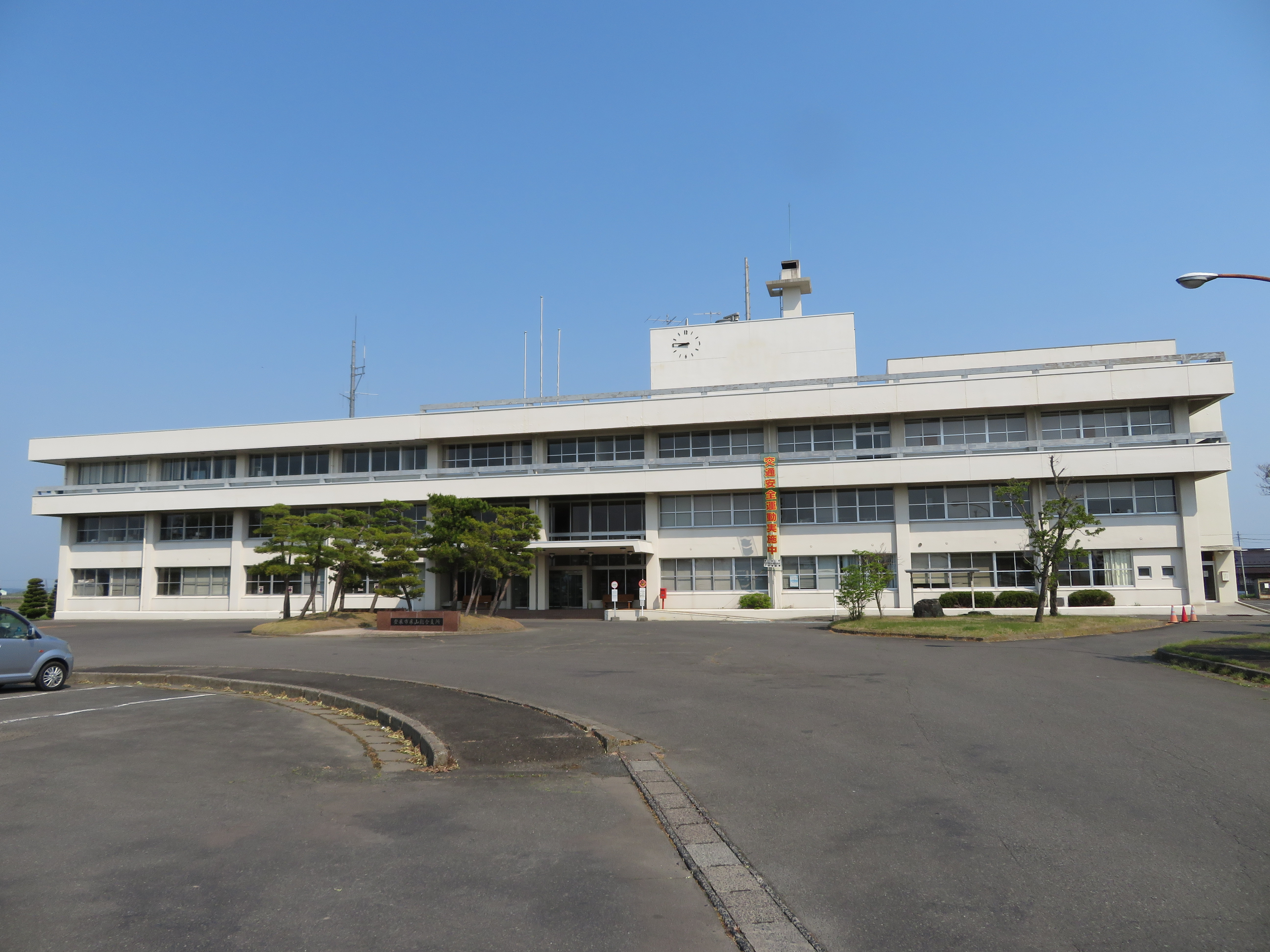
米山総合支所
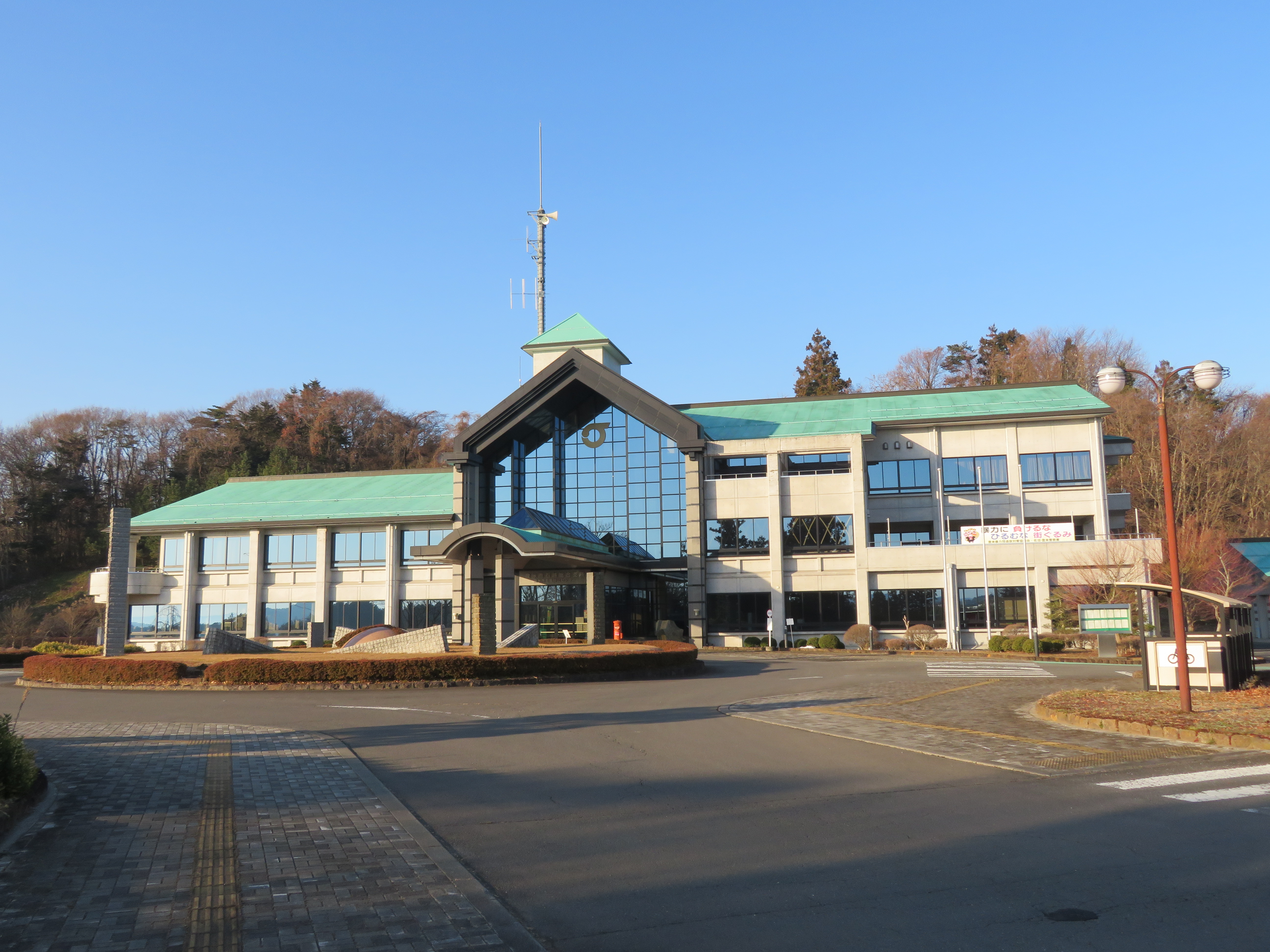
石越総合支所
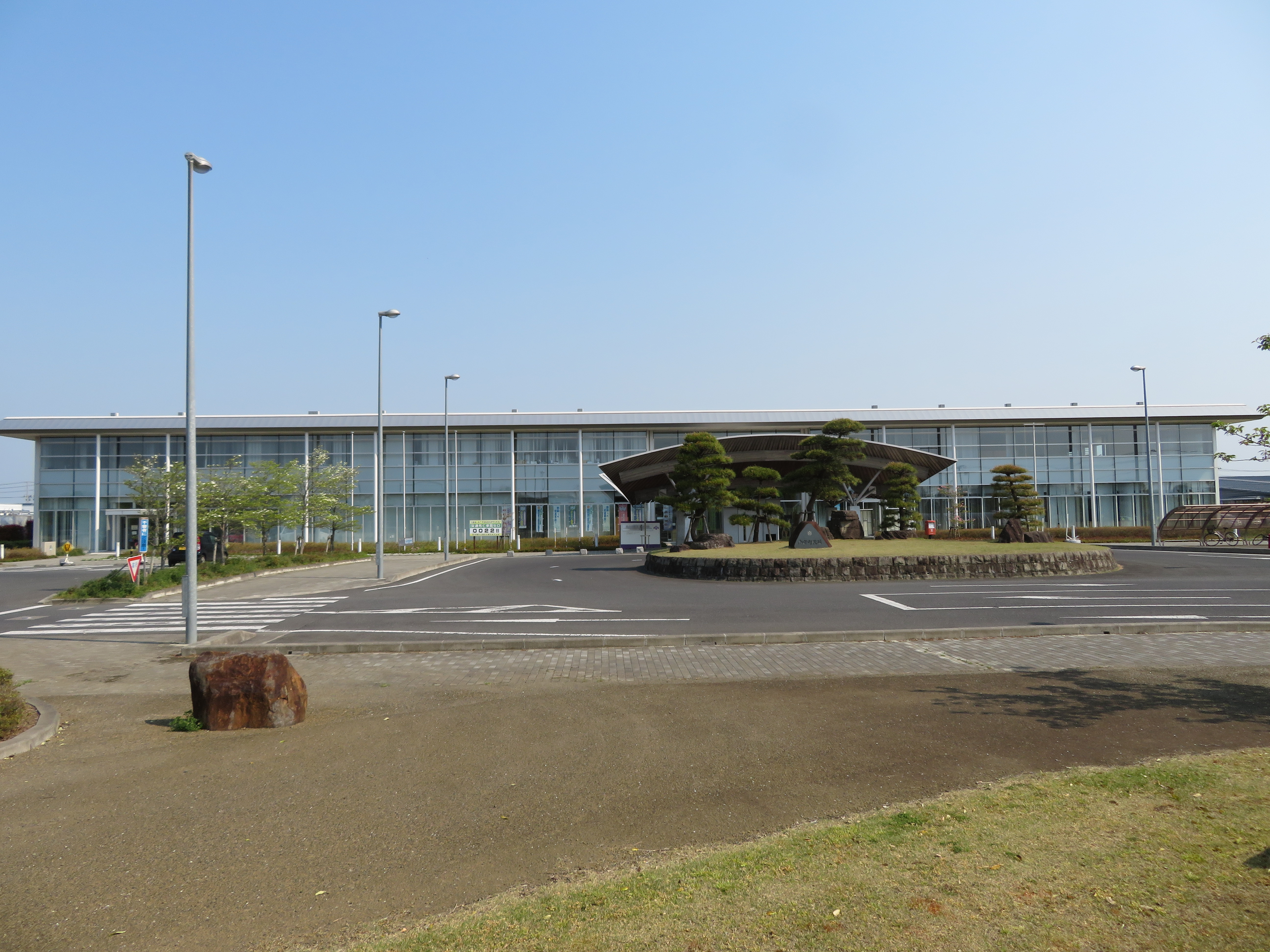
南方総合支所
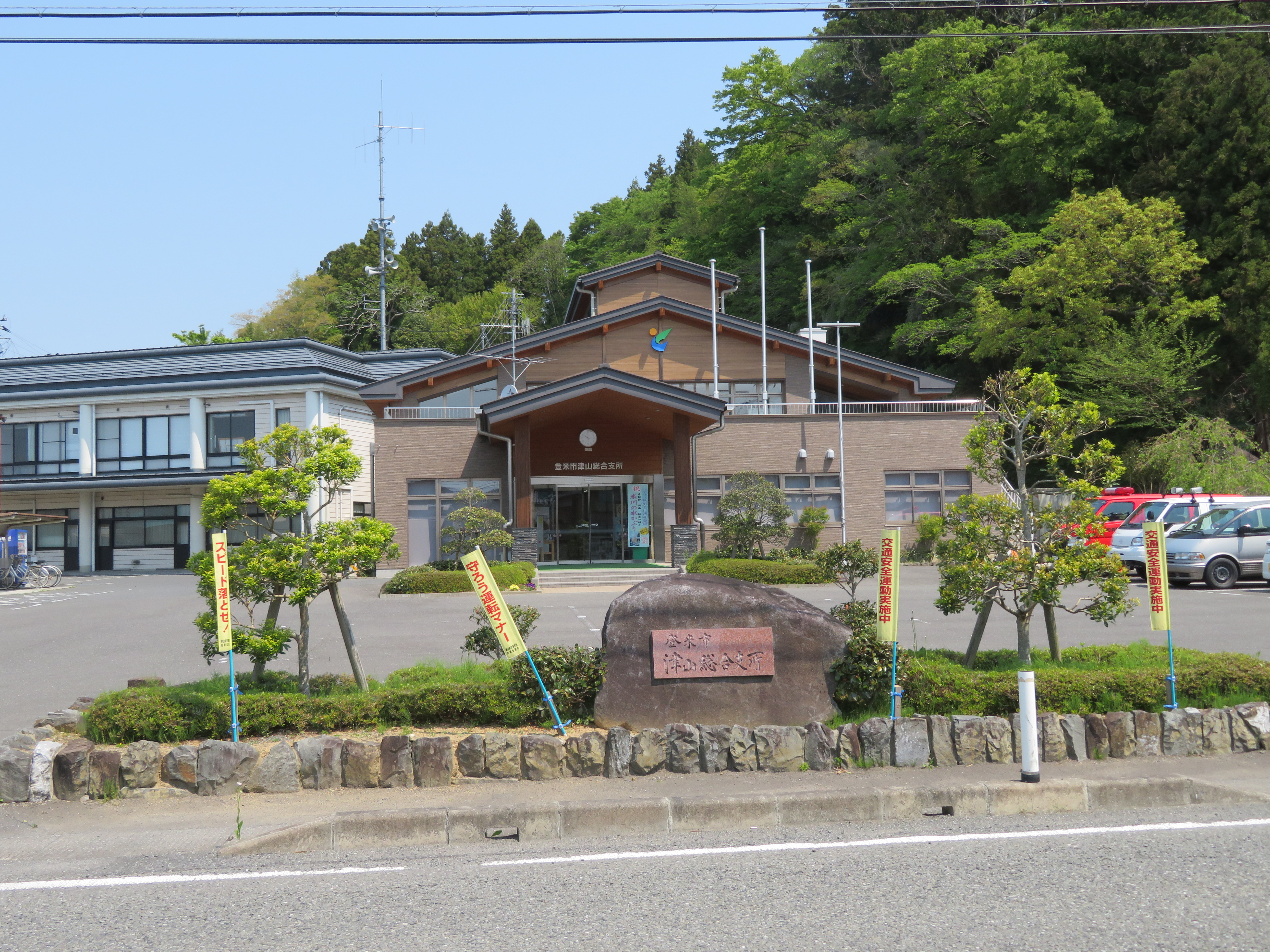
津山総合支所

- 登米総合支所
- 東和総合支所（旧東和町役場）
- 中田総合支所（旧中田町役場）
- 豊里総合支所
- 米山総合支所（旧米山町役場）
- 石越総合支所（旧石越町役場）
- 南方総合支所（旧南方町役場）
- 津山総合支所

### 姉妹都市・提携都市
登米市は富山県下新川郡入善町、カナダのバーノン (ブリティッシュコロンビア州)、アメリカ合衆国のテキサス州サウスレイク、と姉妹都市を締結している。
また、静岡県湖西市と災害協定都市を結んでいる。

## 司法
- 仙台地方裁判所登米支部
- 仙台家庭裁判所登米支部
- 登米簡易裁判所

## 警察
- 佐沼警察署（迫町、中田町、米山町、南方町、石越町を管轄。石越町は合併新市発足により若柳警察署から移管された。）
- 登米警察署（登米町、東和町、豊里町、津山町を管轄）

## 経済
平成29年度（2017年）データでは、産業人口の約6パーセントが第一次産業、約35パーセントが第二次産業、約59パーセントが第三次産業に従事している。（資料：宮城県震災復興・企画部統計課「市町村民経済計算」）
第一次産業
一帯が田園地帯でありササニシキ、ひとめぼれ、コシヒカリ等の有名米の産地である。登米市の農業産出額は弘前市の371億円に続いて303億円となり東北地方第2位である。（出典）。南東北農業産出額の順位はこちらを参照。津山地区、東和地区では林業が盛んである。
第二次産業
工業は電子機器の工場などが点在する。デクセリアルズなかだ事業所、登米村田製作所がある。
第三次産業
市街地、商業地区は佐沼地区を中心に形成されている。
金融機関
登米市の指定金融機関は、みやぎ登米農業協同組合、指定代理金融機関は七十七銀行と仙台銀行の各市内店舗になっている。

## 交通

### 鉄道
- 東日本旅客鉄道（JR東日本）

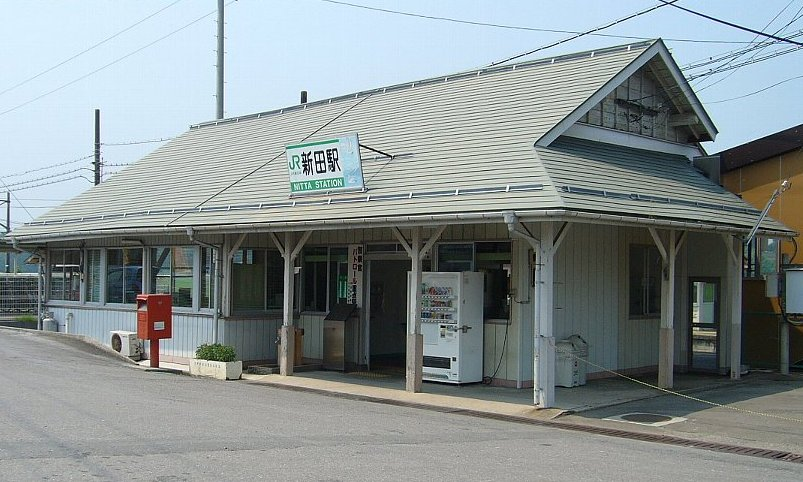
新田駅の旧駅舎（2021年建替）

  - 東北本線：梅ケ沢駅 - 新田駅 - 石越駅
  - 気仙沼線：陸前豊里駅 - 御岳堂駅 - 柳津駅

市役所のある中心部の迫町佐沼地区に鉄道は通っておらず、くりこま高原駅（栗原市）が近接する。
瀬峰駅（栗原市） - 登米駅間を結んでいた仙北鉄道登米線は1968年に廃止され、石越駅 - 細倉マインパーク前駅（栗原市）間を結んでいたくりはら田園鉄道線も2007年に廃止された。

### バス
- 路線バス

ミヤコーバス佐沼営業所が中心バスターミナルの扱いとなっている。それ以外の会社の路線も市役所を通るため乗換え拠点となっている。
1. 登米市民バス（ミヤコーバスに運行委託）

1. 栗原市民バス

- バス高速輸送システム（BRT）

1. 東日本旅客鉄道（JR東日本）
  - 気仙沼線BRT
    - 柳津駅 - 陸前横山駅

- 高速バス

1. 仙台 - 佐沼線
2. 仙台 - とよま線

### 道路

#### 高速道路
- E45 三陸沿岸道路
  - (15) 登米IC - (16) 登米東和IC - (16-1) 三滝堂IC

　　　東北自動車道の築館インターチェンジ、若柳金成インターチェンジは栗原市にある。
　　　三陸沿岸道路の桃生豊里インターチェンジ、桃生津山インターチェンジは石巻市にある。
- みやぎ県北高速幹線道路（登米市～栗原市）

　　東北自動車道と三陸自動車道を結ぶ、地域高規格道路が令和3年（2021年）12月17日に全線開通。朝晩の市内渋滞の解消が今後期待される。

#### 一般国道
- 国道45号

- 国道342号

- 国道346号

- 国道398号

- 国道456号

#### 県道
主要地方道
- 宮城県道1号古川佐沼線
- 宮城県道4号中田栗駒線
- 宮城県道15号古川登米線

- 宮城県道21号河南米山線
- 宮城県道36号築館登米線

- 宮城県道61号涌谷津山線
- 宮城県道64号北上津山線

一般県道
- 宮城県道172号志津川登米線
- 宮城県道177号新田若柳線
- 宮城県道・岩手県道184号石越白崖線
- 宮城県道・岩手県道188号綱木黄海線
- 宮城県道・岩手県道189号東和薄衣線
- 岩手県道・宮城県道190号花泉迫線
- 宮城県道198号新田米山線
- 宮城県道199号米山迫線

- 宮城県道201号石森登米線
- 宮城県道202号東和登米線
- 宮城県道230号小島豊里線
- 宮城県道233号馬籠東和線
- 宮城県道237号瀬峰豊里線
- 宮城県道257号河南登米線

### 運転代行
登米市の佐沼地区は飲食店の多い地域である。
登米市内各所から飲食客が佐沼地区へ集まるが、通勤通学以外、市民は公共交通機関よりも自家用車が大きな交通手段としている。
そのため運転代行が夜の市民の足として用いられている。
過去、登米市の運転代行業者は合同で「運転代行プール」を佐沼地区市街地に設置し、2006年には、運転代行の利便性向上と、飲酒運転根絶のために飲食店が協賛して運転代行の割引や協賛店舗の特典などを付帯した「乗っちゃイヤ！券」を発行した。

### 船舶
古くは北上川の舟運で栄えたが、現在では桜の季節に観光船が走る程度である。

## メディア

### 放送
- 登米コミュニティエフエム（愛称：H@!FM〈はっとエフエム〉）
  - 周波数 76.7MHz 出力 20W

### 新聞
- 仙北郷土タイムス（宮城県登米市の月刊新聞）
  - 毎月20日発行 / 発行部数1,400部 / ブランケット版4ページ

## 観光

### 名所・旧跡

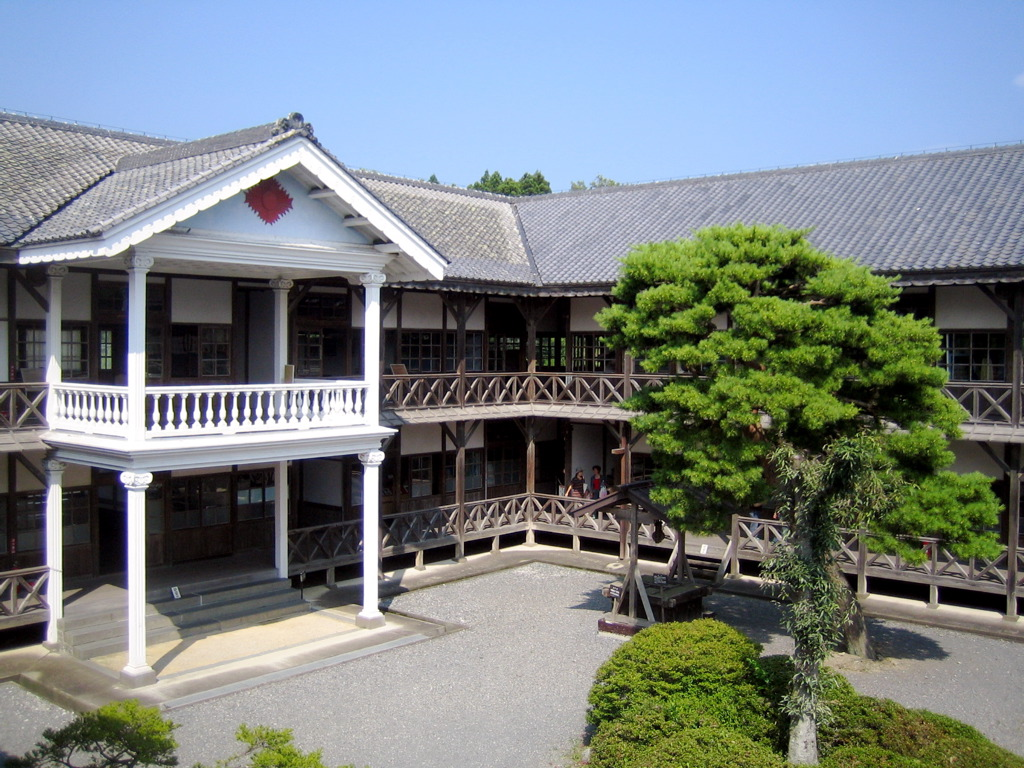
教育資料館

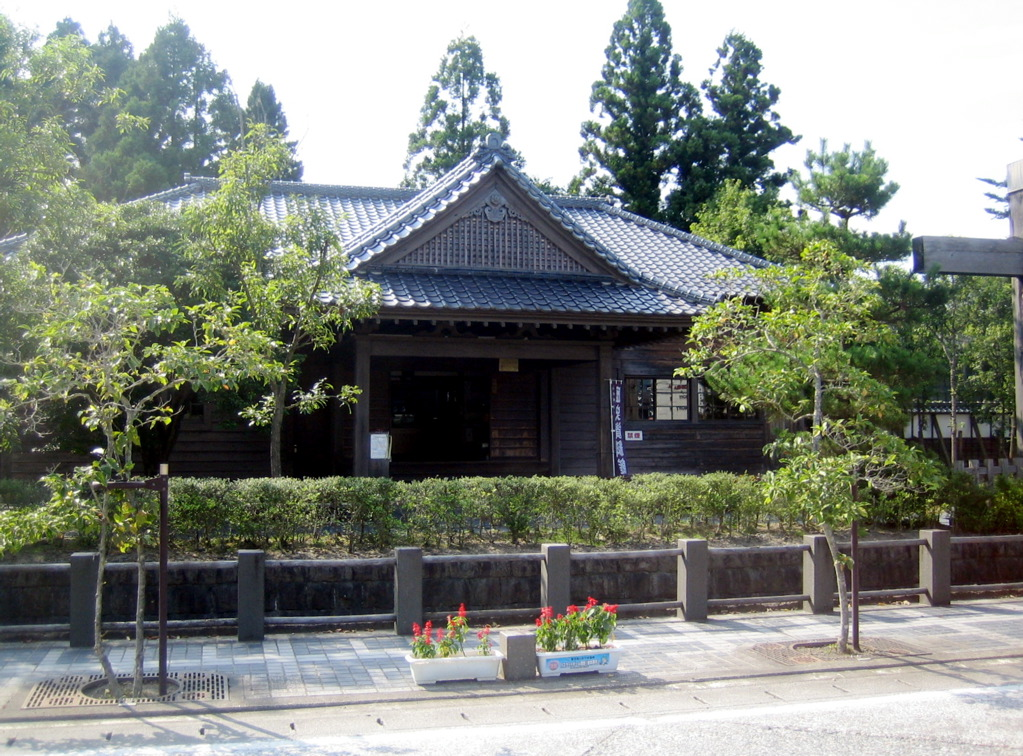
水沢県庁記念館

旧登米町周辺には明治時代の建造物が多く、「みやぎの明治村」と呼ばれている。
- 登米懐古館（建築家隈研吾氏の設計）
- 教育資料館（旧登米高等尋常小学校校舎）
- 水沢県庁記念館（旧水沢県庁庁舎）
- 森舞台（建築家隈研吾氏の設計）
- 寺池城
- 佐沼城址
- 警察資料館（旧登米警察署庁舎） - 宮城県警察が使用していたC210型のパトカーが展示されており、現存する警らパトカーとしては最も古い。
- 武家屋敷 春蘭亭　- 古民家カフェとして営業。
- 登米（とよま）神社 - 「西法院武安流武者捕 柔術 袋地亮治翁之碑」が建立されている。市内五社参りの一つ。  
市内のその他地域も名所が多数。
- 津島神社  - 市内五社参りの一つ。
- 後藤寿庵の墓
- 香林寺山門 - 紅葉で有名。
- 山吉田水門
- 宮城柳津虚空蔵尊
- 横山不動尊
- 若草稲荷神社 - 市内五社参りの一つ

### 自然・名勝
- 長沼フートピア公園

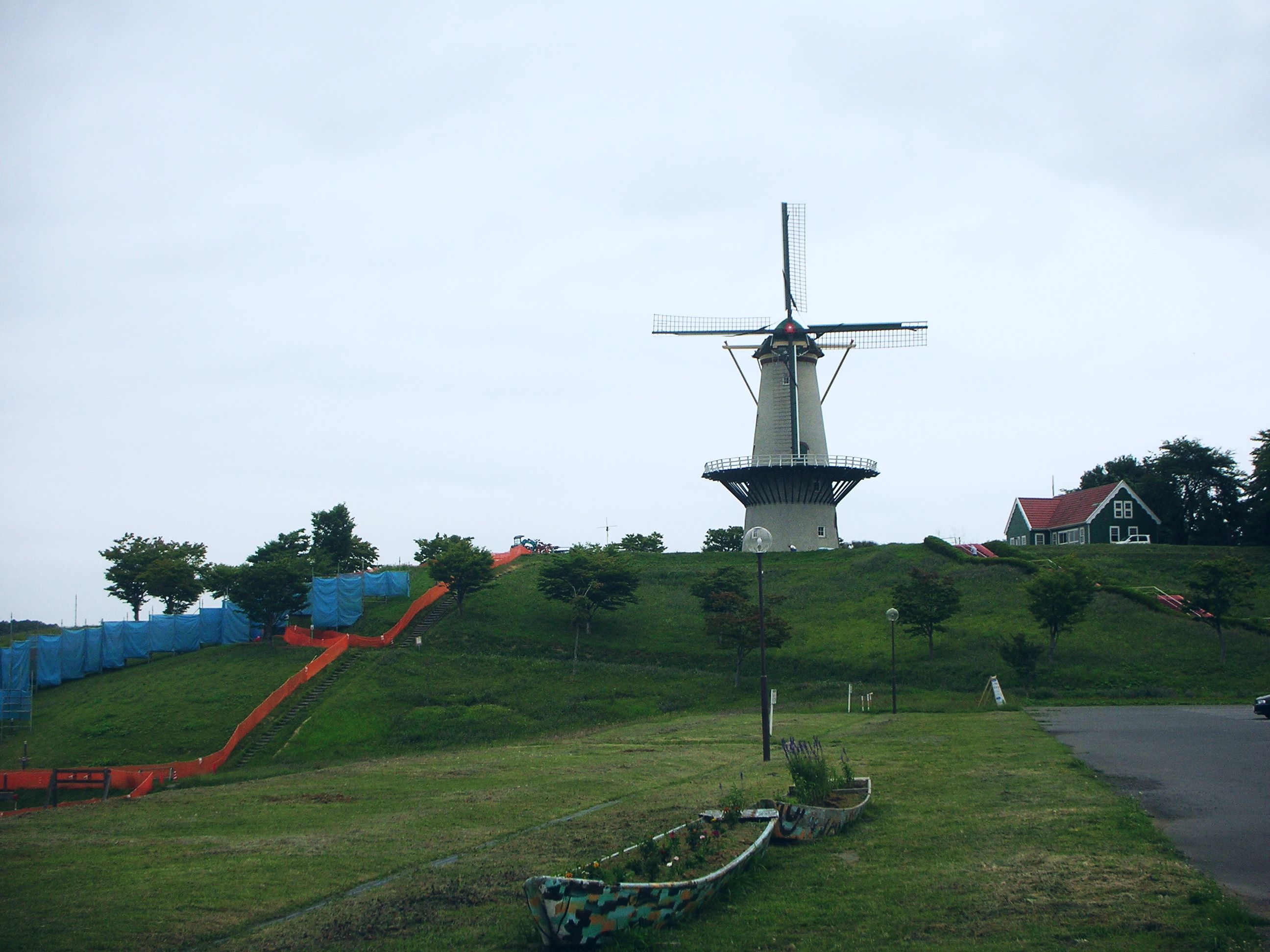
長沼フートピア公園

- 宮城柳津虚空蔵尊および横山不動尊とその周辺の山林は三陸復興国立公園の飛地となっている。
- 野鳥観察館（伊豆沼・内沼）
- 鱒淵川一帯（ゲンジボタル生息地）
- 三滝堂ふれあい公園
- 花菖蒲の郷公園
- 平筒沼ふれあい公園
- 北上川河川歴史公園：ＮＨＫドラマ「おかえりモネ」撮影地
- 豊里水辺の公園
- 笑沢自然公園
- パシフィックコンサルタンツ長沼ダム（長沼ダム）

- アイエス総合ボートランド（宮城県長沼ボート場）：2021年東京オリンピック ボート会場候補地

### 道の駅
市内には、全国でも有数の多さである道の駅がある。各地域ごとの名産品が見られる。
- 道の駅三滝堂
- 道の駅津山（もくもくハウス）
- 道の駅米山（あぐりパーク）
- 道の駅林林館
- 道の駅みなみかた（もっこりの里）

### 観光スポット
- オランダ風車（長沼フートピア公園）
- 石ノ森章太郎ふるさと記念館
- 石ノ森章太郎生家
- 寺池園：ＮＨＫドラマ「おかえりモネ」撮影地
- 長沼ボート場クラブハウス：ＮＨＫドラマ「おかえりモネ」撮影地
- チャチャワールドいしこし（遊園地・パークゴルフ場）
- 産直がんばる館（産直市）
- 登米祝祭劇場
- 北宮城フィッシングエリア

### ご当地マスコット
- はっとン[11][12]

## 祭り・イベント
- 佐沼どんと祭（迫町）
- 石越冬のまつりと石越どんと祭（石越町）
- 佐沼どんと祭・裸参り（迫町）

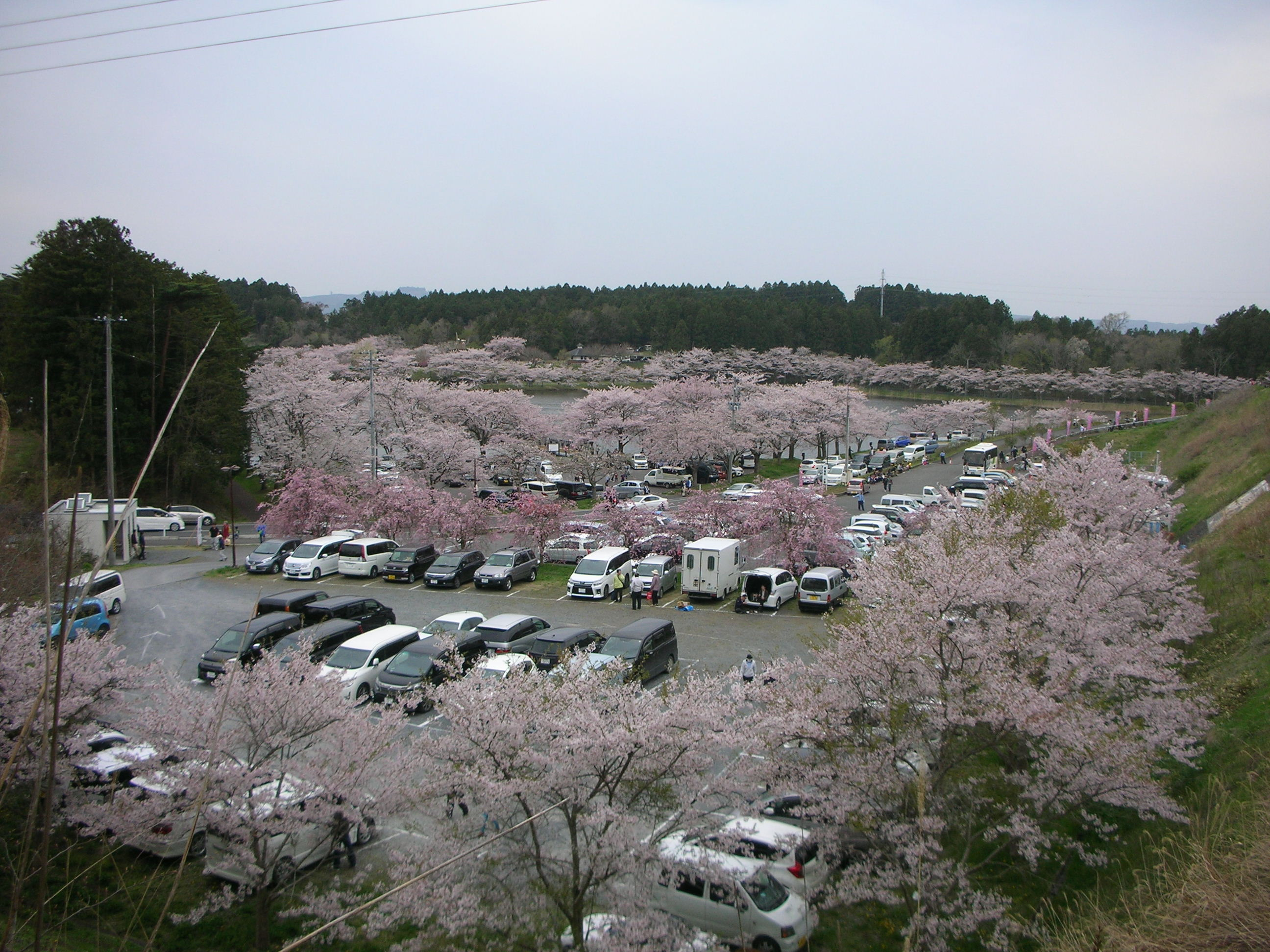
平筒沼ふれあい公園桜まつり

- 米川の水かぶり：ユネスコ無形文化遺産に登録（東和町）
- とよま凧あげ大会（登米町）
- 平筒沼ふれあい公園桜まつり（米山町）
- 日本一はっとフェスティバル[13]（迫町）
- YOSAKOI&ねぷたinとよさと（豊里町）
- みなみかた千本桜まつり（南方町）
- 登米フードフェスティバル、東北風土マラソン（迫町）
- 米山チューリップまつり（米山町）
- みなみかた花菖蒲まつり（南方町）
- 佐沼夏まつり（迫町）
- 伊豆沼・内沼はすまつり（迫町）
- 長沼はすまつり（迫町）
- キリシタンの里まつり（東和町）
- とよま明治村夏祭り（登米町）
- ふるさと花火in長沼（迫町）
- もっこり牛まつり
- みろく尊大祭
- とよま盆踊り大会（登米町）
- 登米市産業フェスティバル（迫町）
- とよま秋祭り（登米町）：県指定無形民俗文化財
- 石ノ森章太郎ふるさと記念館夏祭り[14]（中田町）
- カッパハーフマラソン
- とよま産業まつり（登米町）
- 冬の蛍通り（豊里町）
- もくもくランドライトアップ（津山町）
- 登米市民ふれあい美術展

## 郵便
郵便局
- 佐沼郵便局（集配局・ゆうゆう窓口設置局）
- 石越郵便局（集配局）
- 石森郵便局（集配局）

- 津山郵便局（集配局）
- 登米郵便局（集配局）

- 新田郵便局（集配局）
- 南方郵便局（集配局）

- 米川郵便局（集配局）
- 米山郵便局（集配局）

- 横山郵便局
- 登米吉田郵便局
- 中津山郵便局

- 陸前豊里郵便局
- 東佐沼郵便局
- 北方郵便局

- 上沼郵便局
- 浅水郵便局
- 宝江郵便局

- 米谷郵便局
- 錦織郵便局
- 長根郵便局

簡易郵便局
- 善王寺簡易郵便局
- 三方島簡易郵便局
- 黒沼簡易郵便局

- 鱒渕簡易郵便局
- 梅ヶ沢駅前簡易郵便局

- 葉ノ木沢簡易郵便局

## 教育

### 高等学校
- 宮城県佐沼高等学校
- 宮城県登米高等学校
- 宮城県登米総合産業高等学校
- 飛鳥未来きずな高等学校登米本校 - 学校法人三幸学園が運営する通信制高校。

### 中学校
- 登米市立佐沼中学校
- 登米市立新田中学校

- 登米市立登米中学校
- 登米市立東和中学校

- 登米市立中田中学校
- 登米市立豊里中学校（小中一貫教育）

- 登米市立米山中学校
- 登米市立石越中学校

- 登米市立南方中学校
- 登米市立津山中学校

### 小学校
平成31年3月に策定した「登米市立小中学校等再編構想」に基づき、米山地区・南方地区で再編計画中である。

迫地区
- 登米市立佐沼小学校

- 登米市立新田小学校

- 登米市立北方小学校

登米地区
- 登米市立登米小学校

東和地区
- 登米市立東和小学校中田地区

- 登米市立石森小学校
- 登米市立加賀野小学校

- 登米市立浅水小学校
- 登米市立宝江小学校

- 登米市立上沼小学校

豊里地区
- 登米市立豊里小学校（小中一貫教育）

米山地区
- 登米市立中津山小学校

- 登米市立米岡小学校

- 登米市立米山東小学校

石越地区
- 登米市立石越小学校

南方地区
- 登米市立南方小学校

- 登米市立西郷小学校

- 登米市立東郷小学校

津山地区
- 登米市立津山小学校

### 幼稚園・保育所・こども園
公立

| - 新田幼稚園 - 北方幼稚園 - 中田幼稚園 - 米山幼稚園 - 南方幼稚園 | - 迫新田保育所 - 中田保育所 - よねやま保育所 - 豊里こども園 |

私立認定こども園

| - 佐沼明星こども園 - 白鳥ゆめっ子園 - 白鳥水の里こども園 - 登米北上こども園 - 米谷こども園 | - さくら幼稚園 - 認定こども園森のくまさん - 石越にじいろこども園 - つやま杉の子こども園 |

私立認可保育所

| - 佐沼保育園 - 錦保育園 - にじいろ保育園 - ニチイキッズ佐沼えあい保育園 - 米川聖マリア保育園 | - 錦織保育園 - みどりご園 - 南方保育所 - 白鳥保育園 - くるみの木保育園 |

## 出身有名人
江戸時代生まれ
- 丸山権太左衛門 - 大相撲力士
- 東東洋 - 江戸時代の絵師。仙台四大画家の一人

明治時代生まれ
- 安斎桜磈子 - 俳人
- 佐々木更三 - 元日本社会党委員長

昭和時代生まれ
- 佐々木徳夫 - 昔話収集家
- 丸森仲吾 - 七十七銀行元頭取、仙台商工会議所元会頭
- 石ノ森章太郎 - 漫画家
- 千葉仁 - 剣道家、全日本剣道選手権大会を3度優勝、世界大会優勝
- 門脇陸男 - 歌手
- 佐藤史生 - 漫画家
- 阿部俊則 - 積水ハウス会長、住宅生産団体連合会会長
- シュガー佐藤 - 漫画家
- 大友克洋 - 漫画家
- 熊谷金治 - シンガーソングライター
- 鎌田洋次 - 漫画家
- 及川浩治 - ピアニスト
- 佐々木忍 - 岩手競馬騎手

平成時代生まれ
- 小畑裕馬 - サッカー選手
- 佐々木隆史 - お笑い芸人（エバース）

生年月日不詳
- Noa - 女性シンガー
- 佐々木眞奈美 - ローカルタレント、ラジオパーソナリティ、薬剤師

## ゆかりの人物
- 白石宗直
- 白石宗貞
- 葛西晴信
- 木村吉清
- 木村清久
- 湯目景康（津田景康）
- 伊達宗倫
- 北畠顕家

## 市外局番
市内の大部分は0220（迫MA）であるが、旧石越町および旧迫町新田地区の一部が0228（築館MA）、旧豊里町と旧津山町が0225（石巻MA）である。